# Cesare Rossi (attore)

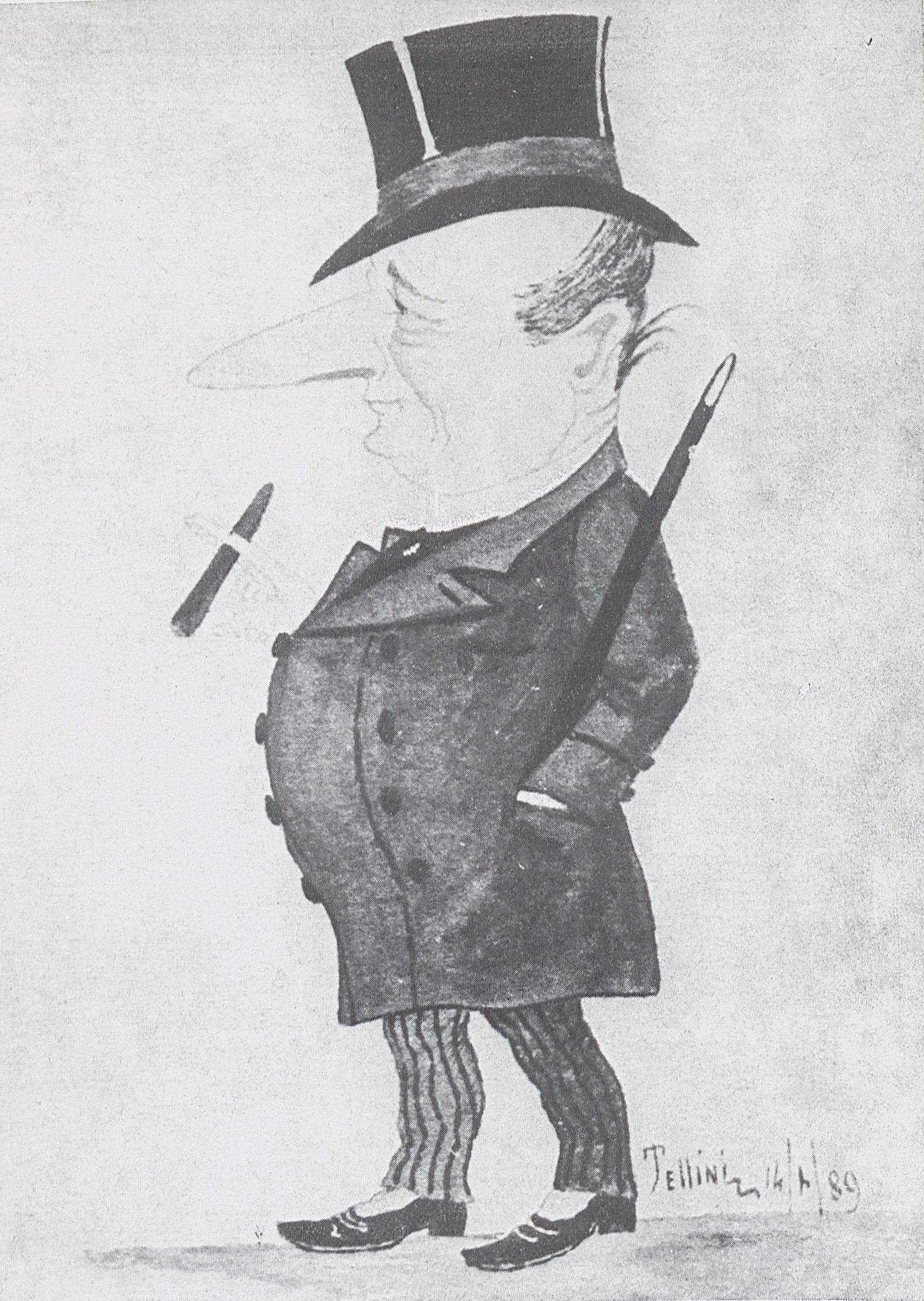
Caricatura di Cesare Rossi del 1889

Cesare Rossi (Fano, 19 novembre 1829 – Bari, 1º novembre 1898) è stato un attore teatrale italiano.

## Biografia
Figlio di Nicola e Caterina Lombardi, insieme a nove fratelli apparteneva ad una famiglia della piccola aristocrazia marchigiana. Avviati gli studi per diventare avvocato, frequentò con buoni risultati il collegio dei gesuiti.
Nel frattempo, con il sostegno del padre, appassionato filodrammatico, recitava ordinariamente con i fratelli e le sorelle nel teatrino di famiglia nel periodo di Carnevale. Costituì successivamente una compagnia di dilettanti che recitava a Fano e nelle zone limitrofe.
Volontario nel corso della Prima guerra d'indipendenza italiana, dopo circa un anno rientrò a Fano, si unì alla legione Masi e combatté a Roma sul Gianicolo, dove il fratello Giovanni perse la vita.
Massone, fu iniziato nella loggia di Pistoia Ferruccio e Vittoria, in seguito regolarizzato e avanzato al grado di Maestro nella loggia Concordia di Firenze 1l 30 maggio 1883.
Dopo la caduta della Repubblica Romana tornò a casa e, faticando a trovare un impiego, decise di aggregarsi a una compagnia di comici di passaggio.
Senza essere provvisto di una formazione teatrale, negli anni successivi imparò la professione sul palcoscenico.
Fu in seguito direttore e capocomico della compagnia “Città di Torino”, da lui stesso fondata: qui, ebbe fra i suoi primi attori Eleonora Duse.
Morì a Bari il 1º novembre 1898 a causa di un attacco cardiaco, poco prima di andare in scena con Un curioso accidente, una pièce goldoniana nella quale aveva riscosso grandi successi nei panni di Filiberto.
Tra i partecipanti al funerale, fu possibile individuare rappresentanti delle civiche istituzioni, della massoneria e del mondo teatrale.
La salma venne poi trasferita a Fano, dove fu proclamato il lutto cittadino.

## Carriera e ruoli recitati
- 1851, venne ingaggiato dalla compagnia Fabbri-Benvenuti. La gavetta fu per lui estremamente difficile, ma non perse fiducia nelle proprie capacità. Proseguì come amoroso in diverse compagnie, tra cui la Coltellini.
- 1853, sposò Clotilde Medici, che morì di parto l’anno seguente. Tornò quindi con il figlio Roberto a Fano, dove restò per qualche mese, malato e isolato a causa dei suoi trascorsi liberali.
- 1855, tornò sulle scene con la compagnia Calamai per poi venir scritturato da Cesare Asti. Fu allora che passò dal ruolo amoroso a quello di brillante, con il quale iniziò a riscuotere il consenso del pubblico delle piazze minori.
- 1856, venne fortemente contestato dagli spettatori al teatro Re di Milano, dopo una scena caratterizzata da lazzi e da una mimica stereotipata. Ernesto Rossi, unitosi alla compagnia durante il Carnevale, indirizzò il giovane collega verso una recitazione più naturale. Nello stesso anno sposò l’attrice Giuseppina Rocchi, con la quale ebbe il figlio Alessandro, e a giugno firmò un contratto in cui si impegnava a recitare per tre anni nella compagnia di Ernesto Rossi. Questi lo convinse a passare dal ruolo di brillante a quello di caratterista e promiscuo, in modo da poter interpretare parti più consone alla sua fisionomia (una grande testa e un naso pronunciato). Si mise, nel giro di poco tempo, in luce con personaggi come Claudio nell’Amleto e Lanciotto nella Francesca da Rimini.
- 1860, esordì come primo caratterista nella compagnia di Luigi Bellotti Bon con Papà Goriot di Honoré de Balzac. Qui poté affiancare Francesco Ciotti, Gaspare Lavaggi, Amalia Fumagalli, Giacinta Pezzana, e lo stesso Bellotti Bon. Proseguì nei ruoli del duca di Herrera ne I mariti di Achille Torelli e come protagonista in pièces come La gerla di Papà Martin di Eugène Cormon ed Eugène Grangé, Luigi XI di Casimir Delavigne e Rabagas di Victorien Sardou. Eccelse nelle interpretazioni nelle pièces goldoniane, per esempio ne Il burbero benefico (Geronte) e in La bottega del caffè (don Marzio).
- 1874-1875, diresse e recitò nella compagnia Bellotti Bon n. 3, prendendo parte all'esperimento delle tre compagnie gemelle.
- 1876, la municipalità di Torino deliberò, a favore del suo ambito progetto,"l’uso e godimento gratuito del teatro Carignano per 6 mesi all’anno" (Fano, Biblioteca Federiciana, Cesare Rossi, faldone 24b), concessione, inizialmente della durata di tre anni, che venne poi prolungata fino al 1885. La compagnia della Città di Torino costituì, nell’Italia unita, il primo esempio di compagnia semistabile sostenuta da una municipalità. Venne istituito un premio annuale per gli autori delle migliori commedie rappresentate e progettata una scuola di recitazione. Il capocomico formò la nuova troupe pensando all'armonia dell'insieme e tenendo conto delle giovani promesse come Teresina Leigheb, Celeste Paladini, Claudia Lichi e Eleonora Duse.
- 1881-1884, fu il periodo più prospero della compagnia, la quale, tuttavia, cessò successivamente la propria attività come semistabile. La troupe continuò le proprie tournée sotto la direzione Rossi, Duse e Checchi, ottenendo particolar fama in Sudamerica. Qui si ammalò di febbre gialla, guarendo grazie alle cure di Teresa Bernieri.
- 1887, sciolta la compagnia, scritturò, insieme a Virginia Marini, la compagnia di Eugenio Casilini. L'anno successivo rifondò la drammatica compagnia Città di Torino, composta da Ermete Zacconi, Graziosa Glech e Teresina Mariani, sostituita poi da Corinna Quaglia.
- 1894 venne ingaggiato da Duse per due tournée: la prima a Londra e la seconda in Germania. Pubblico e stampa credettero Duse alle dipendenze di Rossi e l’attrice, a luglio, lo invitò a non unirsi alla compagnia durante la seconda tournée. Poco dopo, Rossi annunciò alla stampa la sua volontà di ritirarsi dalle scene. La serata d’addio si tenne l’ultimo giorno del successivo Carnevale, al teatro Niccolini di Firenze.
- 1896, le decisioni prese precedentemente non furono definitive: dopo alcune apparizioni a Roma e Firenze, fondò con Giovanni Emmanuel una nuova compagnia che recitò fino al 1897. Fu poi in scena con la compagnia Giachi-Rovella e successivamente con la compagnia della Città di Napoli.

## Metodo recitativo
A Rossi fu riconosciuta una grande versatilità come caratterista, sia nel genere comico sia in quello drammatico, e gli fu elogiata la grande spontaneità e la ricchezza di gradazioni nel ritrarre i moti dell’animo umano. Da Vincenzo Andrei (1876) gli fu esaltato il metodo ‘scientifico’ alla base della costruzione di personaggi ben differenziati, al contrario di Edoardo Boutet (1895), il quale intravide una certa uniformità tra le diverse interpretazioni, pur riconoscendogli buone capacità di immedesimazione.
Sicuramente Rossi si mostrò sempre dedito al repertorio drammaturgico coevo. Oltre ad affermarsi come interprete goldoniano, fece infatti scalpore tramite le sue apparizioni in pièces di autori stranieri e italiani. Questi ultimi trovarono nel capocomico un attento ideatore, soprattutto nel periodo della compagnia Città di Torino. A lui si deve, oltre alla ripresentazione dell’idea di una compagnia stabile, la scoperta di molti giovani attori, i quali, insieme ad egli, si formarono e avviarono la loro carriera, nonostante il loro stile si discostasse da quello del loro maestro.